# Aleksej Spiridonov
Aleksej Sergejevitj Spiridonov (ryska: Алексей Сергеевич Спиридонов), född den 20 november 1951 i St Petersburg, död april 1998, dåvarande Sovjetunionen, var en sovjetisk friidrottare inom släggkastning.
Han tog OS-silver i släggkastning vid friidrottstävlingarna 1976 i Montréal, och guld i Europamästerskapen i friidrott 1974. 